# リマン (地形)

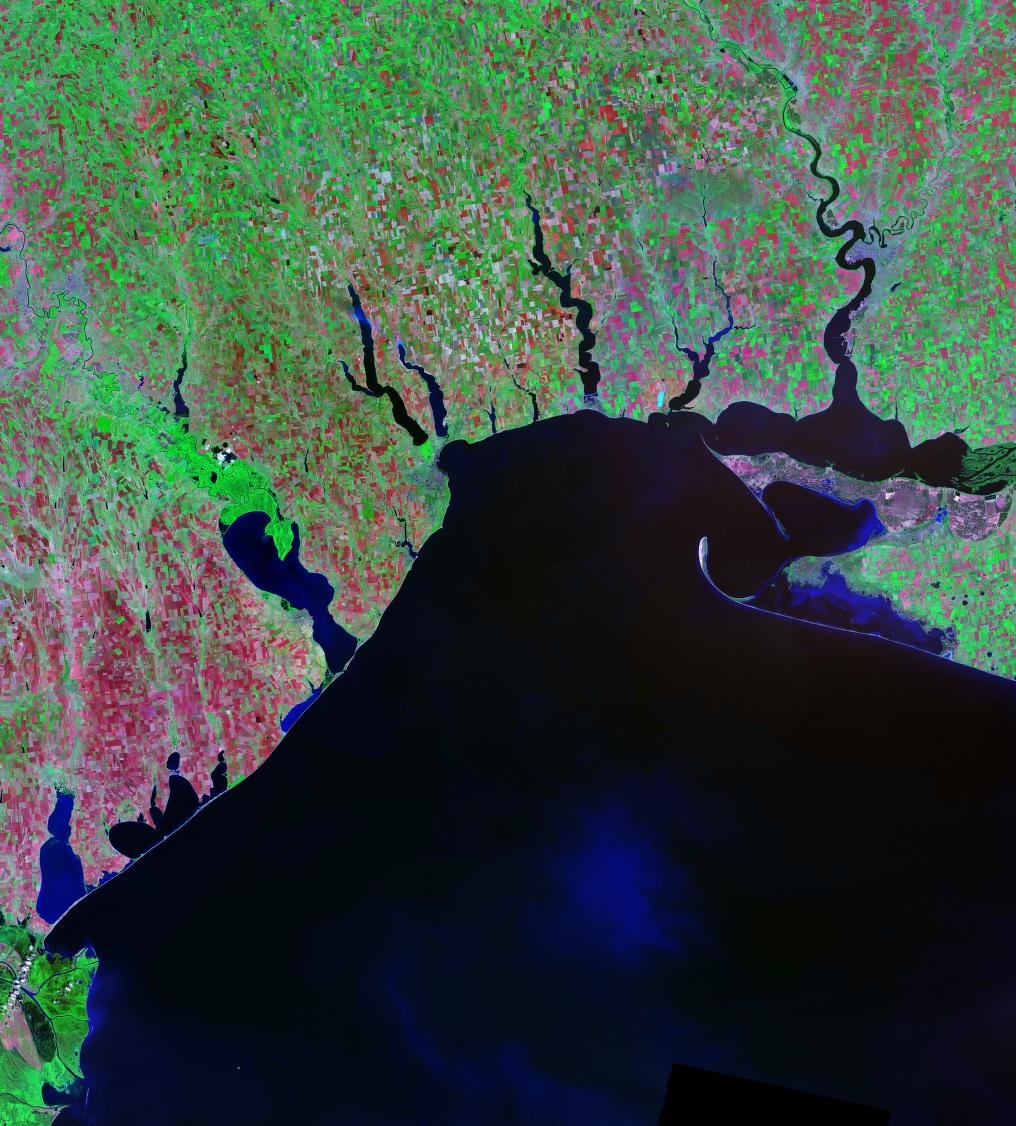
黒海北部の海岸に点在するリマン

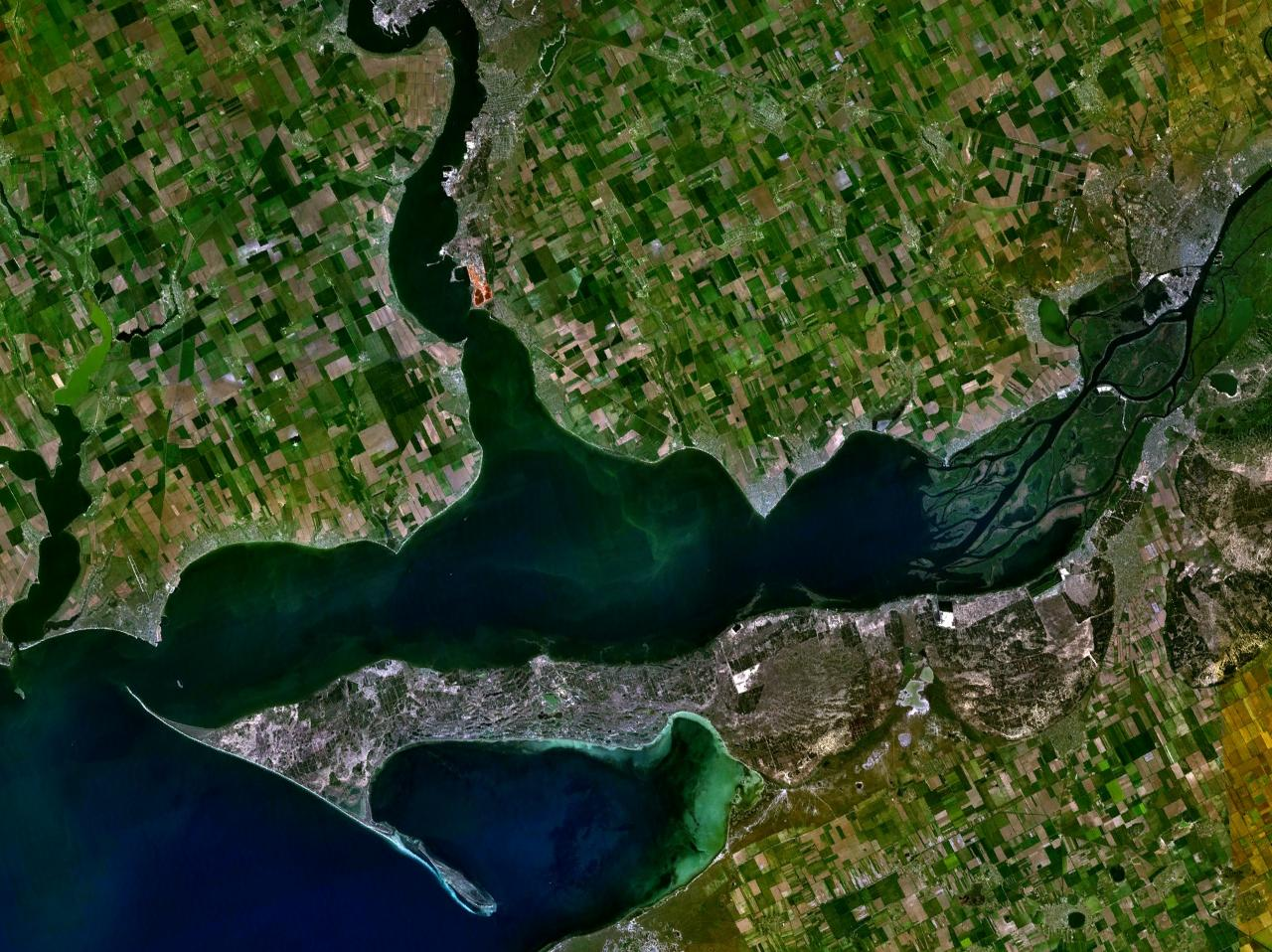
ドニエプル川と南ブーフ川の河口に形成されたリマン

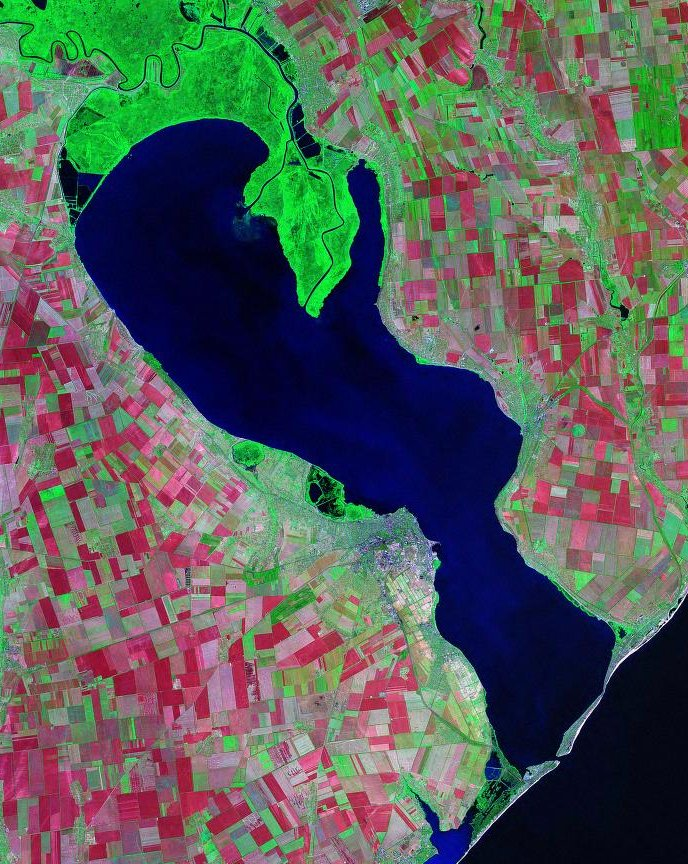
ドニエストル川の河口に形成されたドニエストル・リマン（ドニエストル三角江）

リマン（лиман、liman）は、大きな川の河口（三角江）に堆積物による砂州が形成されて流れが制限されている状態の地形を指す、ロシア語、ウクライナ語、ブルガリア語、ルーマニア語における呼称である。ドニエストル川河口のドニエストル三角江やドナウ川河口のラジム湖が代表例である。
リマンには、海流で運ばれた堆積物によって形成されるものと、河川作用による川からの堆積物で生成されるものとがある。この用語は主に黒海やアゾフ海にあるもののことを指す。ロシア語の資料では、ロシア北方沿岸の河口にある同様の地形のことを「グバ」(губа, guba)と呼んでいる。
リマンは汽水域であり、その水の塩分濃度は季節によって変化する。川からの水の流入が少ない時期には、海水の流入や水の蒸発によって塩分濃度が上昇する。
リマンは、黒海の西部と北部、バルト海（ヴィスワ・ラグーン、クルシュー潟）やドナウ川の河口などの潮差の低い場所に見られる。その他、ブルガリアのヴァルナ湖、ルーマニアのラジム湖、ウクライナのドニエストル三角江、シベリアのアナディルスキー・リマンやアムール・リマンなどがある。日本海北部を流れるリマン海流は、アムール・リマンに由来する。
リマンという語は、中世ギリシア語のλιμένας（湾や港の意）を語源とする。